# Hrabrovói repülőtér
A Hrabrovói repülőtér (IATA: KGD, ICAO: UMKK) (orosz nyelven: Аэропорт Храброво) nemzetközi repülőtér Oroszországban, amely Kalinyingrád és Baltyijszk közelében található. Éves utasforgalma 3 742 387 fő (2022).

## Futópályák
A repülőtér futópályái:
- 06/24 (3350 m, 45 m, aszfalt)

## Forgalom
Az utasforgalom az elmúlt években az alábbi módon változott:
| Utasok száma | 163 000 | 209 000 | 731 626 | 1 356 663 | 1 229 017 | 1 314 046 | 1 542 360 | 2 149 413 | 2 117 931 | 3 742 387 |
|              | 2002    | 2004    | 2006    | 2009      | 2011      | 2013      | 2015      | 2018      | 2020      | 2022      |